# Enrique González Martínez

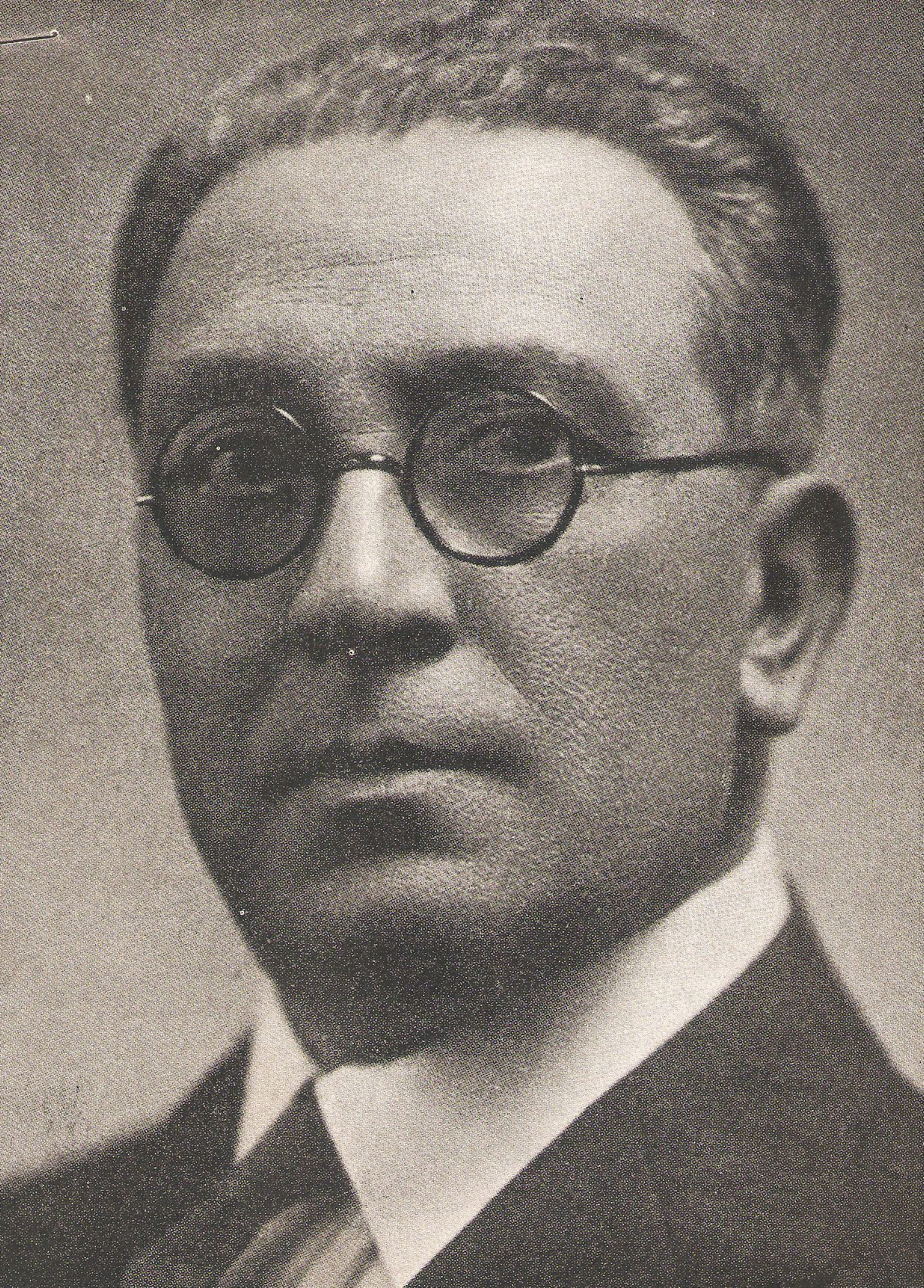
ENRIQUE GONZALEZ MARTINEZ 1871 - 1952 POETA MEXICANO (13451188195)

Enrique González Martínez (Guadalajara, 13 aprile 1871 – Città del Messico, 19 febbraio 1952) è stato un poeta messicano.

## Biografia

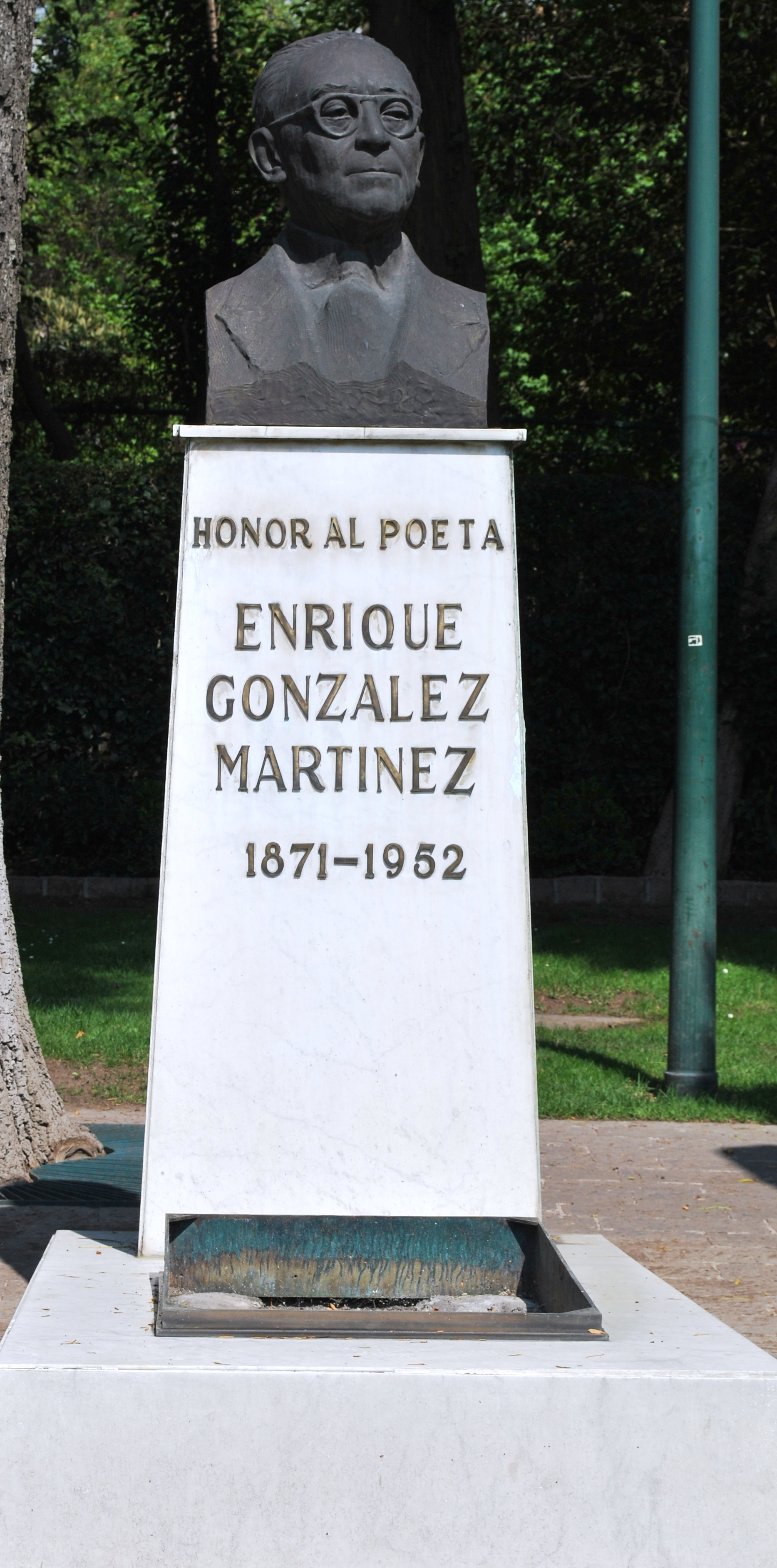
Tomba del poeta a Città del Messico

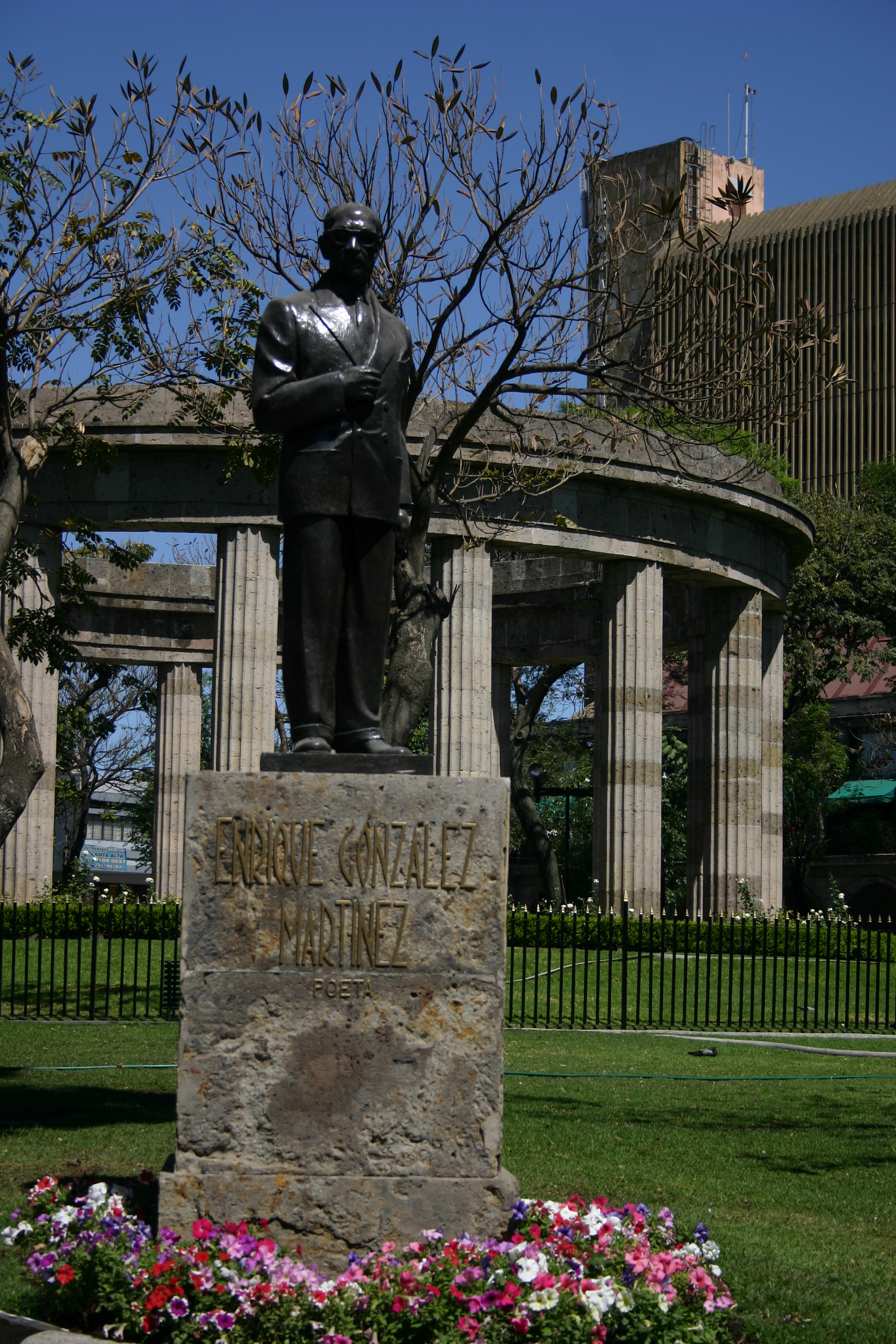
Statua di E.G. Martinez a Guadalajara

Il suo percorso di studi comprese una prima fase di educazione casalinga, poi la frequentazione del Liceo de Varones e infine l'università di medicina a Guadalajara, e i primi quindici anni di lavoro li dedicò completamente alla professione di medico di campagna.
Ma nel 1911 la sua vita ricevette una svolta, quando si spostò a Città del Messico per indirizzarsi verso la letteratura, l'insegnamento e la carriera diplomatica, che lo allontanò dal Messico per un decennio, fino al 1931.
Dopo aver fondato un paio di prestigiose riviste culturali, Argos e Pegaso, si avvicinò alla poesia, attività che svolgerà fino alla morte.
Durante la sua esemplare carriera compose numerosissime raccolte, dalle giovanili Preludios (Preludi, 1903), Lirismos (1907), Los senderos ocultos (Sentieri occulti 1911), a quelle di una fase intermedia, più mature e originali, come La muerte del cisne (1915), El libro della fuerza, de la bondad y del ensueno (1917), Parabolas (1918), La palabra del viento (1921), El romero alucinado (1923), Las senales furtivas (1925), fino a quelle create in una fase senile, come Poemas truncos (1935), Ausencia y canto (1937), El diluvio del fuego (1938), Bajo el signo mortal (1942), Segundo despertar (1945), Vilano al viento (1948), Babel (1949), El nuevo Narciso (1952). Pubblicò inoltre un'antologia di traduzioni, Giardini di Francia.
Se, inizialmente, i suoi versi furono impregnati da influenze moderniste, dal 1915 in poi, invertì completamente la rotta, nello stile e nella forma, allontanandosi da esso per fondarne una nuova branca meno superficiale ed esotica.
Anche se secondo la valutazione del critico letterario Octavio Paz, González Martínez è stato <<l'unico poeta veramente modernista che il Messico abbia mai avuto>>, il poeta si liberò di alcune caratteristiche del modernismo, come il sentimentalismo e il parnessianismo e il gusto simbolista, sostituendole con un ingegno più attento e profondo e con una maggiore sensibilità.
 (O.Paz) .
Effettuando questo processo di scarnificazione che lo portò a focalizzare i valori fondamentali della vita e del mondo, González Martínez nella sua fase creativa senile, talvolta, realizzò versi prosaici e didattici.
Però l'opera poetica di González Martínez, nel suo complesso, assunse per la letteraturamessicana la stessa importanza che ebbero quelle di Leopoldo Lugones in Argentina e di Juan Ramón Jiménez in Spagna.
Divenne membro dell'Accademia delle lettere messicana e assunse il ruolo di sottosegretario della Pubblica Istruzione nel 1913 e di ministro al Ministero degli Esteri.

## Opere

### Lírica
- Preludios, 1903.
- Lirismos, 1907
- Silenter, 1909.
- Los senderos ocultos, 1911.
- La muerte del cisne, 1915.
- La hora inútil, 1916.
- El libro de la fuerza, de la bondad y del ensueño, 1917.
- Parábolas y otros poemas, 1918.
- Poemas de ayer y de hoy, 1918.
- Los cien mejores poemas de Enrique González Martínez con de Manuel Toussaint, Ed. Cvltura, 1920.
- La palabra del viento, 1921.
- El romero alucinado, 1923.
- Señales furtivas, 1926.
- Poemas truncos, 1935.
- Ausencia y canto, 1937.
- El diluvio de fuego, 1938.
- Tres rosas en el ánfora, 1939.
- Bajo el signo mortal, 1942.
- Segundo despertar y otros poemas, 1945.
- Vilano al viento, 1948.
- Babel, 1949.
- El nuevo Narciso y otros poemas, 1952, postumo.[2]

### Saggi e autobiografie
- El hombre del búho, 1944.
- La apacible locura, 1951.